# PMR446

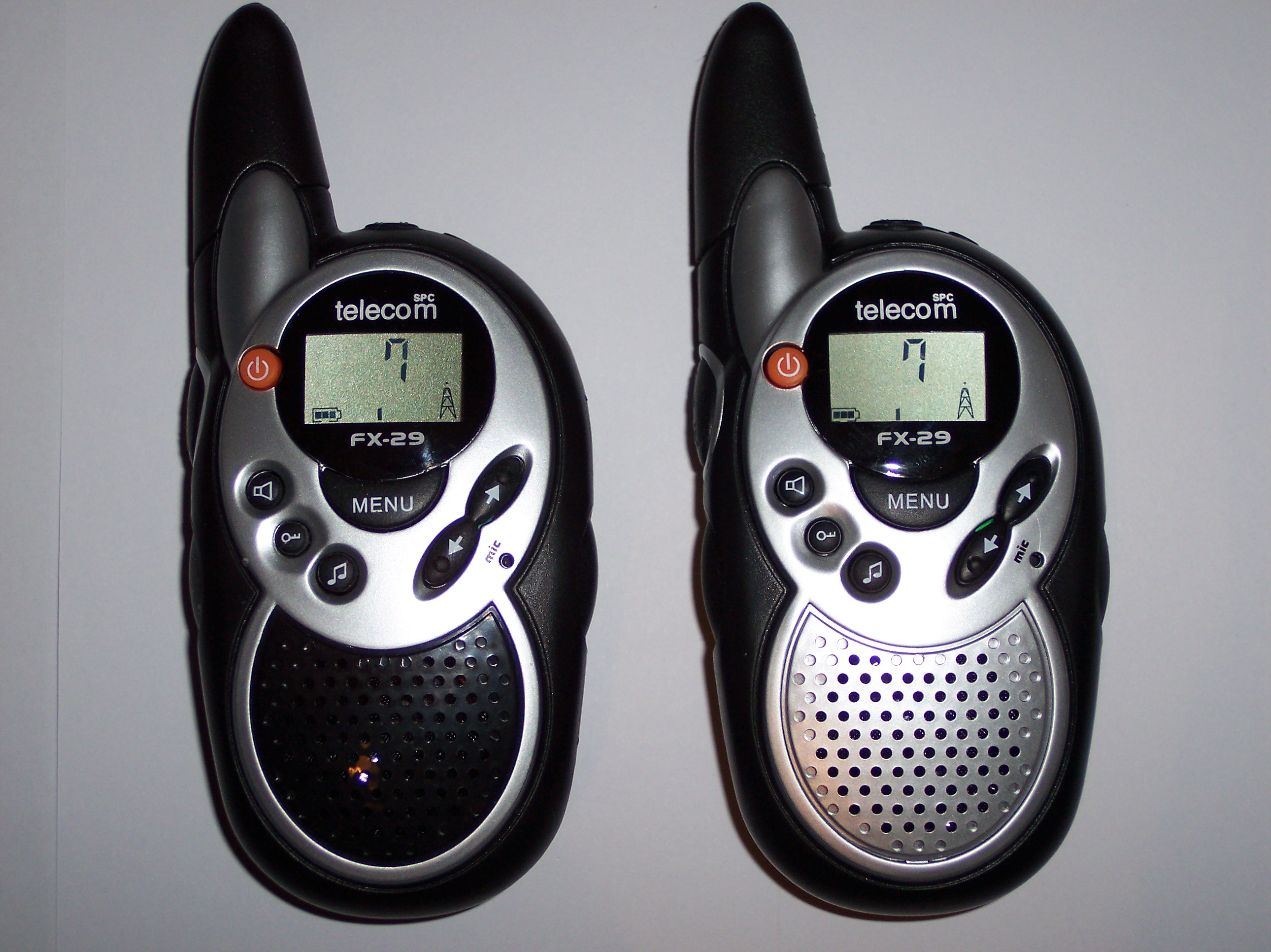
Dispositivos PMR 446.

PMR446 (Personal Mobile Radio, 446 MHz) es una frecuencia de radio que se encuentra dentro del espectro UHF y está abierto para el uso personal sin necesidad de licencia en la mayor parte de los países miembros de la Unión Europea. Es preciso, sin embargo, que el aparato no sea modificado y que la antena sea la del transmisor de origen.
Su utilización es similar a la del FRS (FRS) de los Estados Unidos pero como funcionan en frecuencias diferentes, los transmisores no son compatibles. 
Dependiendo del medio que nos rodee se puede obtener una cobertura de unos cientos de metros (en ciudad) a unos pocos kilómetros al aire libre.

## Información técnica
La CEPT, a través de la decisión ECC/DEC/(15)05, publicada en julio de 2015, “invita” a las administraciones de telecomunicaciones de los países miembros de este organismo a la implementación, preferentemente desde enero de 2016, de una serie de nuevas medidas para el uso armonizado y la libre circulación de equipos PMR446 exentos de licencia individual en Europa. En la introducción del documento se indica que:
Es necesaria la transición hacia la tecnología digital en todos los sectores de las comunicaciones por radio con el fin de satisfacer las expectativas de los usuarios al mismo tiempo que se mejora la eficiencia del espectro.
Así, en la franja comprendida entre 446,0 y 446, 2 MHz habrán de coexistir los modos analógicos y digitales, en canalizaciones basadas en pasos de 12,5 kHz (analógico FM, digital TDMA) y 6,25 kHz (digital FDMA) y los receptores para los nuevos aparatos han de ser “más robustos”. Por tanto, el número de canales analógicos PMR446 se incrementaría en un número de 8, pasando a ser de 16 en total. La regulación de esta banda permite una emisión máxima de 0.5 W (500mW) de PIRE.
| Canales | Frecuencias   | Canalización | Comentario |
| ------- | ------------- | ------------ | --- |
| 1       | 446.00625 MHz | 12.5 kHz     | |
| 2       | 446.01875 MHz | 12.5 kHz     | FM => METEOTalk => Canal 2 y Subtono 2 en CTCSS para la transmisión de reportes meteorológicos cortos por parte de observadores meteorológicos. |
| 3       | 446.03125 MHz | 12.5 kHz     | |
| 4       | 446.04375 MHz | 12.5 kHz     | FM => Pilotos de drones Intercom => Canal 4 y Subtono 14 en CTCSS. |
| 5       | 446.05625 MHz | 12.5 kHz     | FM => Scouts => Canal 5 y Subtono 5 en CTCSS. DMR => Scouts => CC1 TG907 TS1. |
| 6       | 446.06875 MHz | 12.5 kHz     | |
| 7       | 446.08125 MHz | 12.5 kHz     | FM => Canal de Radio en Montaña => Canal 7 y Subtono 7 en CTCSS. Para más información en http://www.canal77pmr.com. |
| 8       | 446.09375 MHz | 12.5 kHz     | FM => Canal de llamada general => Canal 8 y Subtono 8 en CTCSS. FM => Canal de urgencia => Canal 8 y Subtono 16 en CTCSS. |
| 9       | 446.10625 MHz | 12.5 kHz     | DMR => Canal de llamada general digital => Canal 9 (Color Code 1, TalkGroup 99, TimeSlot 1*). DMR => Canal de urgencia digital => Canal 9 (Color Code 1, TalkGroup 9112, TimeSlot 1*). *DCDM radios (2 TimeSlot Simplex - Dual Capacity Direct Mode) |
| 10      | 446.11875 MHz | 12.5 kHz     | |
| 11      | 446.13125 MHz | 12.5 kHz     | |
| 12      | 446.14375 MHz | 12.5 kHz     | |
| 13      | 446.15625 MHz | 12.5 kHz     | |
| 14      | 446.16875 MHz | 12.5 kHz     | |
| 15      | 446.18125 MHz | 12.5 kHz     | |
| 16      | 446.19375 MHz | 12.5 kHz     | |

| Canales | Frecuencias    | Canalización | Comentario |
| ------- | -------------- | ------------ | --- |
| 1       | 446.003125 MHz | 6.25 kHz     | |
| 2       | 446.009375 MHz | 6.25 kHz     | |
| 3       | 446.015625 MHz | 6.25 kHz     | |
| 4       | 446.021875 MHz | 6.25 kHz     | |
| 5       | 446.028125 MHz | 6.25 kHz     | |
| 6       | 446.034375 MHz | 6.25 kHz     | |
| 7       | 446.040625 MHz | 6.25 kHz     | |
| 8       | 446.046875 MHz | 6.25 kHz     | |
| 9       | 446.053125 MHz | 6.25 kHz     | |
| 10      | 446.059375 MHz | 6.25 kHz     | |
| 11      | 446.065625 MHz | 6.25 kHz     | |
| 12      | 446.071875 MHz | 6.25 kHz     | |
| 13      | 446.078125 MHz | 6.25 kHz     | |
| 14      | 446.084375 MHz | 6.25 kHz     | |
| 15      | 446.090625 MHz | 6.25 kHz     | |
| 16      | 446.096875 MHz | 6.25 kHz     | |
| 17      | 446.103125 MHz | 6.25 kHz     | |
| 18      | 446.109375 MHz | 6.25 kHz     | |
| 19      | 446.115625 MHz | 6.25 kHz     | Canal de llamada general digital => Canal 19 (Color Code 1, TalkGroup 99). Canal de urgencia digital => Canal 19 (Color Code 1, TalkGroup 9112). |
| 20      | 446.121875 MHz | 6.25 kHz     | |
| 21      | 446.128125 MHz | 6.25 kHz     | |
| 22      | 446.134375 MHz | 6.25 kHz     | |
| 23      | 446.140625 MHz | 6.25 kHz     | |
| 24      | 446.146875 MHz | 6.25 kHz     | |
| 25      | 446.153125 MHz | 6.25 kHz     | |
| 26      | 446.159375 MHz | 6.25 kHz     | |
| 27      | 446.165625 MHz | 6.25 kHz     | |
| 28      | 446.171875 MHz | 6.25 kHz     | |
| 29      | 446.178125 MHz | 6.25 kHz     | |
| 30      | 446.184375 MHz | 6.25 kHz     | |
| 31      | 446.190625 MHz | 6.25 kHz     | |
| 32      | 446.196875 MHz | 6.25 kHz     | |

## CTCSS/DCS (analógico FM)
Hay dos tipos de subcanales o códigos: los Códigos o Subtonos CTCSS (Sistema Silenciador Controlado por Tono Continuo)y los Códigos o Subtonos DCS (Silenciador con Código Digital).
Los Códigos o Subtonos CTCSS son unas señales que se emiten junto a la portadora (junto a nuestra voz, en otras palabras) que permiten elegir qué señales vamos a oír y cuáles no. Cuando tenemos seleccionado un código o subtono, el Squelch, que es el silenciador del ruido del fondo, no permitirá que se oiga la señal que llega mientras el código o subtono del emisor no sea el que tenemos seleccionado. De esta manera podemos evitar molestias escuchando conversaciones que nada tienen que ver con nosotros. Si elegimos el código o subtono 0 el sistema queda desactivado. Si se utiliza el CTCSS, se transmitirá un tono de baja frecuencia (entre 67 y 250 Hz) junto con la señal de voz. Hay 38 subtonos diferentes para elegir. Puede seleccionar uno de estos 38 subtonos. Como consecuencia del filtrado, los tonos no suelen ser audibles para que no interfieran en la comunicación.
Estos subtonos se corresponden con una serie de frecuencias. Estas son las siguientes:
| Subtono | Frecuencia | Subtono | Frecuencia | Subtono | Frecuencia | Subtono | Frecuencia | Subtono | Frecuencia |
| ------- | ---------- | ------- | ---------- | ------- | ---------- | ------- | ---------- | ------- | ---------- |
| 01      | 67,0 Hz    | 09      | 91,5 Hz    | 17      | 118,8 Hz   | 25      | 156,7 Hz   | 33      | 210,7 Hz   |
| 02      | 71,9 Hz    | 10      | 94,8 Hz    | 18      | 123,0 Hz   | 26      | 162,2 Hz   | 34      | 218,1 Hz   |
| 03      | 74,4 Hz    | 11      | 97,4 Hz    | 19      | 127,3 Hz   | 27      | 167,9 Hz   | 35      | 225,7 Hz   |
| 04      | 77,0 Hz    | 12      | 100,0 Hz   | 20      | 131,8 Hz   | 28      | 173,8 Hz   | 36      | 233,6 Hz   |
| 05      | 79,7 Hz    | 13      | 103,5 Hz   | 21      | 136,5 Hz   | 29      | 179,9 Hz   | 37      | 241,8 Hz   |
| 06      | 82,5 Hz    | 14      | 107,2 Hz   | 22      | 141,3 Hz   | 30      | 186,2 Hz   | 38      | 250,3 Hz   |
| 07      | 85,4 Hz    | 15      | 110,9 Hz   | 23      | 146,2 Hz   | 31      | 192,8 Hz   |         |            |
| 08      | 88,5 Hz    | 16      | 114,8 Hz   | 24      | 151,4 Hz   | 32      | 203,5 Hz   |         |            |

El DCS es parecido al CTCSS, pero en lugar de emitir un tono continuo en la frecuencia seleccionada, se añade una transmisión digital de datos a la señal de radio. Este código digital se transmite a una velocidad muy lenta, de aproximadamente 134 bits por segundo. Hay 83 subtonos diferentes para elegir.

## Digital DMR Tier I (TDMA) y dPMR (FDMA)
- Utiliza técnicas de corrección de errores que regeneran la voz.
- No transmite el ruido de fondo, evitando las molestias.
- Mayor cobertura, al mejorar la calidad de audio.
- Mayor confidencialidad (Color Code, TalkGroup, ID).
- Mejoras en la señalización.
- Mensajes de texto.
- Servicios de localización.
- Private Call: establecer comunicación con un solo ID.
- Group Call: establecer comunicación con un solo TalkGroup.
- All Call. establecer comunicación con todos.

## Récords de distancia
El rango de funcionamiento del PMR, como en otras comunicaciones de radio, depende de varios factores, como la propagación, el entorno, la altitud y las condiciones atmosféricas. Cuando estos factores se combinan favorablemente el alcance en las transmisiones puede incrementarse en más de 100 veces. La mayor distancia alcanzada conocida es de 535,8 km desde la ciudad de Blyth en el Reino Unido y la ciudad de Almere en Holanda.
También es posible extender el rango de comunicaciones estableciendo un enlace entre la radio e Internet usando sistemas VoIP. Esta práctica puede estar prohibida en ciertos países.